# میرطاهر مظلومی
میرطاهر مظلومی (زادهٔ ۷ اسفند ۱۳۵۳) صداپیشه و بازیگر اهل ایران است.

## فیلم‌شناسی

### فیلم سینمایی
- بانک زده‌ها (۱۴۰۱)
- شهر گربه‌ها (۱۳۹۹)
- گشت ارشاد ۳ (۱۳۹۹)
- زن‌ها فرشته‌اند ۲ (۱۳۹۸)
- سگ بند (۱۳۹۸)
- ماهی و برکه (۱۳۹۷)
- ایکس‌لارج (۱۳۹۷)
- سامورایی در برلین (۱۳۹۷)
- دینامیت (۱۳۹۷)
- مصادره (۱۳۹۶)
- جنجال در عروسی (۱۳۹۴)
- دو عروس (۱۳۹۴)
- نیم (۱۳۹۴)
- ایران برگر (۱۳۹۳)
- فصل بلوغ (۱۳۹۳
- آتیش‌بازی (۱۳۹۲)
- رستاخیز (۱۳۹۲) در نقش ولید بن عتبه حضور افتخاری
- کالسکه (۱۳۹۲)
- متل قو (۱۳۹۱)
- مروارید (۱۳۹۱)
- صداست که می‌ماند (۱۳۹۰)
- گیرنده (۱۳۹۰)
- گشت ارشاد (۱۳۹۰)
- یکی برای همه (۱۳۹۰)
- شبکه (۱۳۸۹)
- پایان‌نامه (۱۳۸۹)
- روشنی صبحدم (۱۳۸۹) در عنوان بندی نیامده
- شیش و بش (۱۳۸۹)
- زمهریر (۱۳۸۸)
- اخراجی‌ها ۲ (۱۳۸۷)
- پاتو زمین نذار (۱۳۸۷)
- شرقی (۱۳۸۷)
- کارناوال مرگ (۱۳۸۷)
- نظام از راست (۱۳۸۷)
- وقتی همه خوابیم (۱۳۸۷)
- دل‌شکسته (۱۳۸۶)
- دایناسور (۱۳۸۶)
- ابراهیم خلیل‌الله (۱۳۸۴)
- به نام پدر (۱۳۸۴)
- شاه خاموش (۱۳۸۲)
- عشق فیلم (۱۳۸۱)
- ساقی (۱۳۸۰)

### مجموعه تلویزیونی
- ۱۳۷۸ قصه‌های فلانی (ارژنگ امیرفضلی)
- ۱۳۸۰ خاکستر و باد (جهانبخش لک)
- ۱۳۸۰ پرونده‌های مجهول (جمال شورجه)
- ۱۳۸۱ روزهای بیادماندنی (همایون شهنواز)
- ۱۳۸۲ چهل سرباز (محمد نوری‌زاد)
- ۱۳۸۴ پدرخوانده (محمدرضا ورزی)
- ۱۳۸۵ بچه‌های هور (عبدالله باکیده)
- ۱۳۸۵ نرگس (سیروس مقدم)
- ۱۳۸۵ آدمخوار (جواد مزدآبادی)
- ۱۳۸۶ روزگار قریب (کیانوش عیاری)
- ۱۳۸۶ مدار صفر درجه (حسن فتحی)
- ۱۳۸۷ بزرگمرد کوچک (مسعود رسام)
- ۱۳۸۷ عمارت فرنگی (محمدرضا ورزی)
- ۱۳۸۸ عبور از پاییز (مسعود شاه‌محمدی)
- ۱۳۸۸ دفترخانه شماره ۱۳ (سیدوحید حسینی)
- ۱۳۸۸ کلانتر ۳ (محسن شاه‌محمدی)
- ۱۳۸۹ قفسی برای پرواز (یوسف سیدمهدوی)
- ۱۳۸۹ خانه بی‌پرنده (کاظم معصومی)
- ۱۳۹۰ بچه‌ها نگاه می‌کنند (حمیدرضا صلاحمند)
- ۱۳۹۰ سی‌امین روز (جواد افشار)
- ۱۳۹۰ تا ثریا (سیروس مقدم)
- ۱۳۹۰ دختری به نام آهو (قدرت‌الله صلح‌میرزایی)
- ۱۳۹۱ چمدان (خسرو ملکان)
- ۱۳۹۲ بوی باران (حسین تبریزی)
- ۱۳۹۲ رخنه (حسین تبریزی)
- ۱۳۹۴ کیمیا (مجموعه تلویزیونی) (جواد افشار)
- ۱۳۹۵ آرام می‌گیریم (روح‌الله سهرابی)
- ۱۳۹۵ پرستاران (علیرضا افخمی)[۴][۵][۶][۷][۸][۹][۱۰][۱۱][۱۲]
- ۱۳۹۵ قصه‌های تبیان (گروه کارگردانان)
- ۱۳۹۹ نون خ۲ (سعید آقاخانی)
- ۱۴۰۰ صبح آخرین روز (حسین تبریزی)
- ۱۴۰۰ خودخواسته (علیرضا بذرافشان)
- ۱۴۰۱ آتش و باد (مجتبی راعی)
- ۱۴۰۲ بیست کووید (هادی حاجتمند)
- ۱۴۰۳ پشت پرده (محمدرضا حاجی غلامی)[۱۳][۱۴]
- ۱۴۰۳ با عرض معذرت (محمدرضا حاجی‌غلامی)
- ۱۴۰۴ لمندگان (محمدبکتاش صادقیان)

### فیلم تلویزیونی
| نام فیلم    | سال  | کارگردان     |
| ----------- | ---- | ------------ |
| کودتای سیاه | ۱۳۸۲ | محمدرضا ورزی |
| باور آرامش  | ۱۳۹۲ | شهره لرستانی |

### مجموعه نمایش خانگی
| نام فیلم           | سال  | کارگردان      |
| ------------------ | ---- | ------------- |
| قهوه تلخ           | ۱۳۹۰ | مهران مدیری   |
| سال‌های دور از خانه | ۱۳۹۸ | مجید صالحی    |
| هیولا              | ۱۳۹۸ | مهران مدیری   |
| شام ایرانی         | ۱۳۹۹ | سعید ابوطالب  |
| شب‌های مافیا        | ۱۳۹۹ | سعید ابوطالب  |
| جوکر               | ۱۴۰۰ | احسان علیخانی |
| جناب عالی          | ۱۴۰۱ | عادل تبریزی   |
| دیو و ماه‌پیشونی    | ۱۴۰۱ | حسین قناعت    |
| تی‌ان‌تی             | ۱۴۰۲ | حامد آهنگی    |
| دیو و ماه‌پیشونی ۲  | ۱۴۰۳ | حسین قناعت    |

## دوبله[نیازمند منبع]
- فرزند (۱۳۸۳)
- دیوی جونز دزدان دریایی کارائیب: صندوقچه مرد مرده (۱۳۸۴)
- دکتر استاکمن و اوروکو ساکی در کارتون لاک‌پشت‌های نینجا (۱۳۸۳)
- آخرین قهرمان حادثه‌ای (۱۳۸۳)
- فراموش شده (۱۳۸۴)
- تبهکار (۱۳۸۵)
- گمشده در فضا (۱۳۸۵)
- نیرنگ باز (۱۳۸۵)
- باربر درجه یک (۱۳۸۵)
- قاتلین جایگزین (۱۳۸۵)
- ریگ روان (۱۳۸۵)
- کلید اسرار (۱۳۸۵)
- افسانه زورو (۱۳۸۵)
- همت (۱۳۸۵)
- باجگیرها (۱۳۸۵)
- بریم برادر (۱۳۸۵)
- فرزندان من (۱۳۸۵)
- سفر فلیسیا (۱۳۸۵)
- وعده (۱۳۸۵)
- جنگجویان آسمانی و زمینی (۱۳۸۵)
- نوع دیگر وفاداری (۱۳۸۵)
- الدورادو (۱۳۸۶)
- بابی (۱۳۸۶)
- مردی در مقابل (۱۳۸۶)
- هری پاتر و شاهزاده دورگه'در نقش آلبوس دامبلدور
- روزی روزگاری در آمریکا (۱۳۸۶)
- خاطرات رنج‌آور (۱۳۸۶)
- کودک (۱۳۸۶)
- قلب اجاره‌ای (۱۳۸۷)
- انسان در برابر انسان (۱۳۸۷)
- آرسنیک و تور کهنه (۱۳۸۷)
- آخرین تلاش‌های شهردار (۱۳۸۷)
- آخرین هورا (۱۳۸۷)
- بهترین دوست انسان (۱۳۸۷)
- آقای بروکس (۱۳۸۸)
- پدر پرافتخار من (۱۳۸۸)
- تایتانیک (۱۹۹۷)
- پدر به دانشگاه می‌رود (۱۳۸۸)
- لعنتی‌های بی‌آبرو (۱۳۸۸)
- جانی یا قاتل زنجیره‌ای (۱۳۸۸)
- ترس از ارتفاع (۱۳۸۹)
- انیمیشن بتمن: زیر شنل قرمز (۱۳۸۹) (در استودیو آفتاب عالم تاب) در نقش جوکر
- رنگو (۱۳۸۹) در نقش جیک مار زنگی
- یوسف هور (۱۳۹۱)
- فیلشاه(۱۳۹۷)
- کاپیتان زیرشلواری(۲۰۱۷)در نقش کاپیتان
- شرک: ۱ و ۱/۵ و ۲ و ۳ و ۳/۵ و ۴ و ۴/۵ و ۵ در نقش شرک
- مرد عنکبوتی (۲۰۰۲)
- مرد عنکبوتی ۲ (۲۰۰۴)
- جنگوی زنجیرگسسته (۲۰۱۲)
- دره روشنایی (دره نور محصول ۲۰۰۷)
- گربه چکمه پوش ۲ در نقش مرگ
- کرانک (۲۰۰۶)در نقش دان کیم
- جان ویک:بخش ۴(۲۰۲۳) در نقش کیلا